# اچ‌ام‌اس پترهد (جی۵۹)
اچ‌ام‌اس پترهد (جی۵۹) (به انگلیسی: HMS Peterhead (J59)) یک کشتی بود که طول آن ۱۷۴ فوت (۵۳٫۰ متر) بود. این کشتی در سال ۱۹۴۰ ساخته شد.